# Distrito de San Borja
El distrito de San Borja es uno de los cuarenta y tres distritos que conforman la provincia de Lima, ubicada en el departamento homónimo, en el Perú. Limita al norte con el distrito de San Luis, al noreste con el distrito de Ate Vitarte, al este con el distrito de Santiago de Surco, al sur también con Santiago de Surco y el distrito de Surquillo, al suroeste también con Surquillo, al oeste con el distrito de San Isidro y al noroeste con el distrito de La Victoria.

## Historia
Antiguamente, en la etapa del Intermedio Tardío, aproximadamente entre los años 1100 y 1450 d. C., el territorio del distrito de San Borja formaba parte del señorío Ichma, unidad política que administraba la región de Lima, antes de la llegada de los Incas al lugar. El señorío de Ichma floreció en la costa central de Lima, y abarcó los valles bajos de las cuencas de los ríos Rímac y Lurín. La sociedad local Ichma fue gobernada desde el centro religioso de Pachacámac.
Durante el período Inca, este señorío observó un crecimiento en la población y la producción. Durante todo ese tiempo, en ese territorio se construyeron, aproximadamente unas 17 huacas, es por esa razón que Ichma fue una cultura de gran prestigio. En la época de la conquista, los españoles destruyeron muchas de las huacas en busca de tesoros escondidos. Actualmente, solo quedan dos de todas ellas, la Huaca San Borja y el complejo arqueológico Limatambo.
El virreinato del Perú, cuya capital fue la ciudad de Lima, hizo que esas tierras se otorgaran al conquistador, Antonio Cortijo, secretario de Carlos Gabriel Calderón Portugal. Posteriormente, este territorio pasó a ser la propiedad de los jesuitas, hasta que ellos fueron expulsados por orden del rey. Desde entonces, el territorio pasó por varios dueños. 
Posteriormente, en 1962, los hermanos Brescia Cafferata vendieron el terreno para la construcción de una parroquia y un colegio, en ese entonces, perteneciente al distrito de Surquillo.
En 1966, se construyó la urbanización Primavera de Monterrico, una de las primeras que tuvo el distrito. Además, la misma constructora que hizo esta obra edificó la urbanización Monterrico Norte (ambas en los linderos de la zona del Cuartel General del Ejército del Perú). A inicios de los años 70, se urbanizaron lotes con áreas que variaban de 300 a 600 metros cuadrados como Córpac (extensión de la avenida José Gálvez Barrenechea hasta la calle Mercator), San Borja Norte y San Borja Sur (desde la avenida Javier Prado Este hasta la avenida San Borja Sur), y Las Magnolias (desde la avenida San Borja Sur hasta el conjunto habitacional Juan XXIII).
En la década de los 70, se erigió la urbanización Juan XXIII, y en la década de los 80, se construyeron grandes conjuntos habitacionales, como las Torres de San Borja y las Torres de Limatambo.
En enero de 1983, un grupo de jóvenes estudiantes de periodismo, vecinos de la entonces urbanización San Borja de Surquillo, liderados por el profesor y periodista, Ángel Tacchino de Panamericana TV, crearon un periódico local llamado "Prensa Chica San Borja" e impulsaron la creación del nuevo distrito. En ese entonces, el senador y segundo vicepresidente de la República, Dr. Javier Alva Orlandini del partido Acción Popular, recibió a Tacchino y a los presidentes del Club de Leones, Juan Barrera Serpa y al Presidente del Rotary Club, Juan Infante Carrillo, logrando en cuatro meses la creación del nuevo distrito mediante la ley n.° 23604, el 1 de junio de 1983, durante el segundo y último gobierno no consecutivo de Fernando Belaúnde Terry. Estableciendo sus límites entre las avenidas Canadá y Angamos - Primavera de norte a sur; y las avenidas Guardia Civil, José Gálvez Barrenechea y la carretera Panamericana Sur de oeste a este. El nuevo distrito se segrega del distrito de Surquillo, y a la vez, absorbe territorios que pertenecieron al distrito de Santiago de Surco como: Chacarilla del Estanque, el Cuartel General del Ejército, etc. Asimismo, termina absorbiendo territorios pertenecientes al distrito de San Luis. 
Actualmente, es un distrito de carácter residencial con iniciativa para las actividades sociales, deportivas, comerciales y culturales al ser sede del complejo denominado centro cultural de la Nación (Biblioteca nacional del Perú, Gran Teatro Nacional del Perú y Museo de la Nación del Perú), los que cuentan con numerosos escenarios, dos teatros y auditorios para el desarrollo de numerosas actividades culturales, además de las actividades desarrolladas por el centro cultural de la Municipalidad de San Borja.

## Geografía y límites distritales

### Ubicación
El distrito de San Borja forma parte de la subregión Lima Centro. Cuenta con una superficie de 11.5 km² y su altitud media es de 170 m s.n.m.

### Límites
Limita al norte, con el distrito de San Luis, mediante las avenidas Canadá y Agustín de la Rosa Toro, las calles San Miguel y Mario Florián, y los jirones Mayor José Urdanivia y Hualgayoc. Luego, colinda al noreste, con el distrito de Ate, por medio de las avenidas Circunvalación y Javier Prado Este. Después, limita al este, con el distrito de Santiago de Surco, a través de la carretera Panamericana Sur. Posteriormente, colinda al sur, también con el distrito de Santiago de Surco y el distrito de Surquillo, mediante las avenidas Primavera y Angamos Este. Seguidamente, limita al suroeste, también con el distrito de Surquillo, por medio de la avenida Miguel Iglesias. Después, colinda al oeste, con el distrito de San Isidro, a través de las avenidas José Gálvez Barrenechea, Guardia Civil y Javier Prado Este. Y finalmente, limita al noroeste, con el distrito de La Victoria, mediante las avenidas Luis Aldana y Canadá. 

Asimismo, es uno de los cuatro distritos de Lima con límites totalmente definidos.
| Noroeste: Distrito de La Victoria | Norte: Distrito de San Luis                                | Nordeste: Distrito de Ate              |
| Oeste: Distrito de San Isidro     |                                                            | Este: Distrito de Santiago de Surco    |
| Suroeste: Distrito de Surquillo   | Sur: Distrito de Surquillo / Distrito de Santiago de Surco | Sureste: Distrito de Santiago de Surco |

## Hitos y estructura urbana

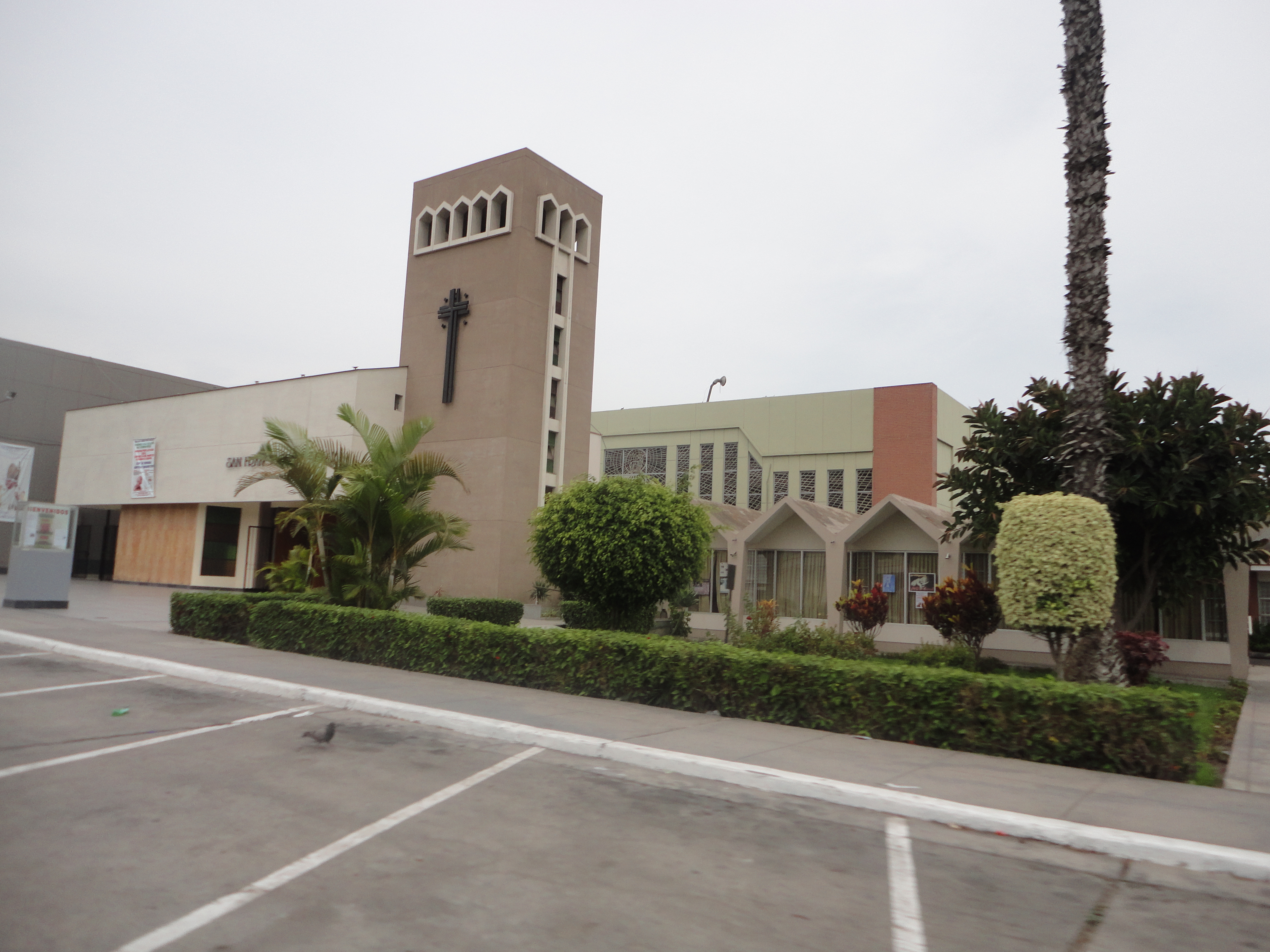
Iglesia parroquial de San Francisco de Borja.

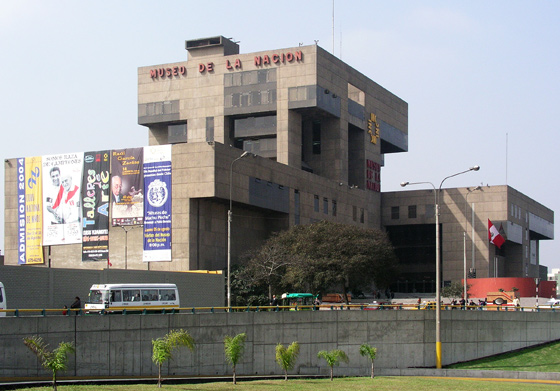
Edificio del Museo de la Nación, sede del Ministerio de Cultura del Perú.

El distrito de San Borja está cruzado por importantes avenidas, como: Canadá, Aviación, Javier Prado Este, Guardia Civil, José Gálvez Barrenechea y Angamos Este - Primavera. Mientras que, por el lado este, se encuentra cruzado por vías destacables, como: la avenida Circunvalación y la carretera Panamericana Sur. Tiene como ejes de circulación a las avenidas San Borja Norte y San Borja Sur. En 2011, empezó a circular en vía elevada sobre la avenida Aviación, la línea 1 del Metro de Lima.
Es muy atractivo por su carácter residencial y sus extensas áreas verdes que totalizan 1 347 000 m², y lo convierten en uno de los distritos de Lima con mayor superficie verde. Asimismo, posee una cantidad de 11.86 m² por habitante, lo que lo hace uno de los distritos limeños con mayor densidad de parques y jardines.
Como hitos urbanos se encuentran:
- La Torre Banco de la Nación: inaugurada en octubre de 2015, es sede principal de dicha institución, con una altura de 140 metros (30 pisos), es además la edificación más alta de la ciudad y del país.
- El Centro de Convenciones de Lima: complejo inaugurado también en octubre de 2015, fue construido, especialmente, para las reuniones de la Junta Anual de Gobernadores del Fondo Monetario Internacional y del Banco Mundial. Desde entonces, es sede de importantes eventos de reunión nacional e internacional.
- El centro cultural de la Nación: alberga a la Biblioteca Nacional del Perú, el Gran Teatro Nacional del Perú, el Museo de la Nación, el Ministerio de Cultura y el Ministerio de Educación. Todos estos lugares se ubican en la avenida Javier Prado Este, cerca a su intersección con la avenida Aviación. Donde además se ubica la estación La Cultura de la línea 1 del Metro de Lima.

Otros hitos importantes son: 
- El Cuartel General del Ejército del Perú y Ministerio de Guerra: conocido popularmente como El Pentagonito, cuyo entorno de grandes áreas verdes es lugar de una intensa práctica deportiva, especialmente, en los fines de semana donde se cierran las vías al tránsito vehicular. Además, cuenta con un auditorio donde se realizan grandes espectáculos.
- El parque de la Felicidad: posee una laguna, fuentes de agua y anfiteatro al aire libre, además de amplias áreas de esparcimiento. Asimismo, es un gran centro de atracción que se integra al circuito del Cuartel General del Ejército.
- El Coliseo Eduardo Dibós: escenario deportivo de nivel internacional y espectáculos, ubicado en el cruce de las avenidas Aviación y Angamos Este.
- La sede del Centro Naval del Perú: inaugurada en 1978 y ubicada en la cuadra 24 de la avenida San Luis. Es un club privado donde además se realizan eventos y se celebran cumpleaños infantiles.
- El Instituto Nacional de Salud del Niño - San Borja: ubicado en la avenida Javier Prado Este.

El distrito de San Borja cuenta con dos grandes centros comerciales:              
- La Rambla: ubicado en la avenida Javier Prado Este.
- Real Plaza Primavera: ubicado en la avenida Angamos Este, frente al límite con el distrito de Surquillo.

Ambos cuentan con numerosas tiendas por departamentos, supermercados, restaurantes, salas de cine y lugares de diversión.              
Sus principales colegios son Liceo Naval Almirante Guise, colegio Santísimo Nombre de Jesús, colegio San Ignacio de Recalde, colegio María de los Ángeles, Manuel Gonzales Prada, colegio San Francisco de Borja, colegio Molinari, colegio Libertador San Martin de San Borja, el Romeo Luna Victoria y Nuestra Señora del Rosario.              
El templo principal del distrito es la parroquia San Francisco de Borja. Asimismo, destacan las parroquias Santísimo Nombre de Jesús, Nuestra Señora de Gracia, San Leopoldo y de Nuestra Señora de la Alegría.
En San Borja existen cinco pequeños asentamientos humanos o zonas de carácter popular:
- San Juan Masías: ubicado en el cruce de las avenidas Canadá y Aviación, frente al límite con el distrito de San Luis.

- El Bosque, Pequeños Agricultores Todos los Santos y el Bosque de San Borja: ubicados en el cruce de las avenidas San Luis y Primavera, frente al límite con el distrito de Santiago de Surco.

- Santa Rosa: ubicado en el cruce del jirón homónimo y la avenida Angamos Este, frente al límite con el distrito de Surquillo.

Al igual que en los distritos de Santiago de Surco y La Molina, las viviendas de estos asentamientos humanos son viviendas autoconstruidas e inconclusas habitadas por familias pertenecientes al nivel socioeconómico medio alto y medio.

### Atracciones turísticas
San Borja posee tres importantes lugares turísticos:
- El centro cultural de la Nación: es un complejo que alberga las principales instituciones culturales del país incluyendo el Gran Teatro Nacional del Perú, la Biblioteca Nacional del Perú y el Museo de la Nación, notable ejemplo (junto al complejo de El Pentagonito) de la corriente arquitectónica de la época conocida como brutalismo.
- La Huaca San Borja
- El complejo arqueológico Limatambo

### Otras instalaciones
En el distrito se encuentran las sedes de:
- El Ministerio de Energía y Minas
- El Ministerio de Educación: inicialmente funcionó en el local del Instituto de Investigación y Desarrollo de la Educación (INIDE). Y después, en un local propio inaugurado en 2011.
- El Ministerio de Cultura: funciona en el edificio del Museo de la Nación del Perú. Originalmente, en la década de los 70, este edificio fue sede del Ministerio de Pesquería. Luego, pasó a ser sede principal del Banco de la Nación. Después, funcionó como Museo de la Nación y sede del Instituto Nacional de Cultura. Actualmente, es sede del Ministerio de Cultura.
- Centro polideportivo Limatambo
- Centro polideportivo De la Rosa Toro
- Gimnasio Enzo: funciona desde 1979, antes de la creación del distrito. Es el gimnasio más antiguo del país, con más de 200 campeones nacionales en diferentes disciplinas, siendo así, una atracción para deportistas nacionales e internacionales.
- La Alianza Cristiana y Misionera del Perú: con su organización AXIS PERÚ tiene presencia en las labores sociales y de grupos de apoyo a diferentes grupos en el distrito.
- La Universidad Privada San Juan Bautista: sede que cuenta con una moderna instalación.
- La Facultad de Medicina Veterinaria de la Universidad Nacional Mayor de San Marcos: funciona desde 1956.[7]
- Centro de Formación Académica Complementaria (CFAC)
- Wong - San Borja
- Plaza Vea - Primavera
- Plaza Vea - Córpac
- Tottus  - San Borja
- Demolición y limpieza de los terrenos donde funcionaban los laboratorios ROCHE por parte del holding chileno, Cencosud.

Los principales clubes sociales peruanos con una sede en este distrito son: el centro deportivo municipal y el Country Club El Bosque (oficinas administrativas).

## Demografía
En 2023, San Borja registró una población de 133 328 personas y una densidad de 11 370 habitantes por kilómetro cuadrado. Está habitado en un 94 % por familias de estrato socioeconómico alto, con ingresos superiores a los 2400 soles; mientras que, el porcentaje restante, corresponde a hogares de nivel socioeconómico medio alto y medio. Su índice de desarrollo humano es muy alto, con un valor de 0.8236 en 2019. Ocupa el séptimo lugar entre todos los distritos del Perú.

## Residentes célebres
En San Borja tuvo su última residencia Alberto Fujimori. Asimismo, su hija Keiko Fujimori posee una casa en el distrito.

## Autoridades
| Cargo    | Autoridad electa                   | Partido político | Partido político   |
| -------- | ---------------------------------- | ---------------- | ------------------ |
| Alcalde  | Marco Antonio Álvarez Vargas       |                  | Renovación Popular |
| Regidor  | Roberth Edwuard Montoya Puente     |                  | Renovación Popular |
| Regidora | María Teresa Crousillat Romero     |                  | Renovación Popular |
| Regidor  | Alfredo Abril González Evangelista |                  | Renovación Popular |
| Regidora | Denise Levi Susanna                |                  | Renovación Popular |
| Regidor  | Javier Fernando Hidalgo Bermúdez   |                  | Renovación Popular |
| Regidora | Mariana Camila Orihuela Velazco    |                  | Renovación Popular |
| Regidora | Alejandra María Tacchino Zarate    |                  | Renovación Popular |
| Regidora | Gabriela Carolina Pachas Méndez    |                  | Somos Perú         |
| Regidor  | Ian Franco Valdez Oyola            |                  | Somos Perú         |
| Regidor  | Félix Fernando Llamosas Bellido    |                  | Fuerza Popular     |
| Regidora | Rosa Elvira Salvatierra Valdivia   |                  | Fuerza Popular     |

### Comisarías de San Borja
- Comisaría PNP San Borja
- Comisaría PNP Chacarilla del Estanque

## Transporte

### Metro de Lima
El distrito se halla servido por tres estaciones de la línea 1 del Metro de Lima: La Cultura, San Borja Sur y Angamos. Las tres ubicadas en la avenida Aviación, en los cruces con las avenidas Javier Prado Este, San Borja Sur y Angamos Este, respectivamente. Con la construcción de la futura línea 4, se tienen proyectadas las estaciones San Luis y Monterrico. Además, habrá una conexión con la línea 1 en la estación La Cultura. 

### Corredores complementarios
Además del transporte público regular, en cuanto al servicio de buses urbanos brindado por los corredores complementarios, circulan por el distrito los servicios 201, 204, 206 y 209 del Corredor Rojo. Todas ellas recorren la avenida Javier Prado Este del distrito.

### Movilidad no motorizada
En 2012, la Municipalidad de San Borja instaló el primer sistema de bicicletas públicas del país. Cuyo sistema, propone utilizar la bicicleta como medio de transporte alternativo para recorridos cortos (de menos de 5 kilómetros). De manera gratuita, este sistema otorga el préstamo de una bicicleta a los usuarios registrados del distrito, a través de 16 estaciones que se encuentran en diferentes puntos del distrito. El recorrido no debe durar más de 30 minutos desde que el usuario toma una bicicleta de alguna estación y la devuelve en otra estación, registrando estas acciones en las estaciones respectivas.  
Este sistema ya ha superado el medio millón de préstamos desde su inauguración, y se ha convertido en un medio de transporte cotidiano de más de 50,000 usuarios.[cita requerida]

## Festividades

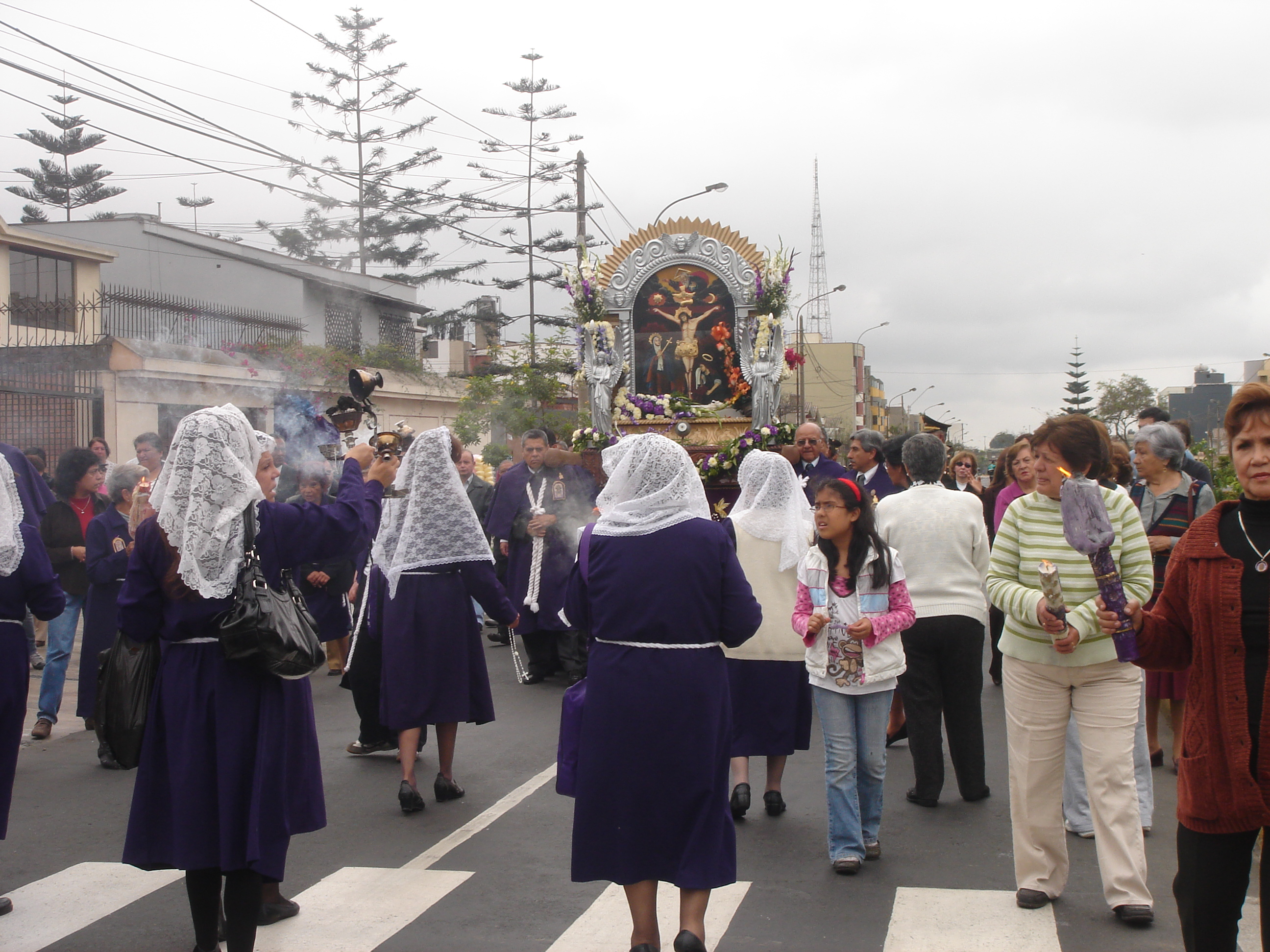
Señor de los Milagros de la iglesia de San Leopoldo (2009).

- 1.º de junio: aniversario del distrito.
- Octubre:
  - San Francisco de Borja
  - Señor de los Milagros

## Hermanamientos
Municipios hermanados de la ciudad.
- Ramat Gan, Tel Aviv, Israel.
- Jericó, G. Jericó, Palestina.[13]
- Belén, G. Belén, Palestina.[14]
- Municipio de Orion (Míchigan), Estados Unidos.[15]
- Veintiséis de Octubre (Piura).[16]
- Machu Picchu.[17]
- Ollantaytambo.[17]
- Miraflores.[18]